# 이타가키 케이스케
이타가키 케이스케(일본어: 板垣 恵介 이타가키 케이스케[*], 1957년 4월 4일 ~ )는 일본의 만화가이다. 1억 권 이상 판매된 격투 만화 그래플러 바키(1991-1999)시리즈로 유명하다. 1996년, 그는 유메마쿠라 바쿠 원작 만화 가로덴(餓狼伝)시리즈의 어시스턴트를 맡았으며, 콜라보했다.
만화가가 되기 전에 그는 일본 지상 자위대 제1공수여단에서 5년간 복무했다. 그는 복무하는 동안 아마추어 복싱을 연습했으며, 전국 체육 대회에 출전한 적이 있다. 십대 때부터 단련한 쇼린지 겐포 단증을 보유하고 있다.
만화 BEASTERS 작가인 이타가키 파루의 아버지다.

## 작품 목록
- 메이크업퍼
- 바키 (グラップラー刃牙, Gurappurā Baki, 1991–1999)
- 바키 (バキ, 1999–2005)
- 한마 바키 (範馬刃牙, Hanma Baki, 2005–2012)
- 바키도 (刃牙道, Baki Dō, 2014–2018)
- 바키도 (バキ道, Baki Dō, 2018–2023)
- 바키 라헨 (刃牙らへん)
- 가로덴 (餓狼伝), adaptation of the novel series
- 소설 시리즈 가로덴 BOY (餓狼伝BOY, 2004) - 외전
- 철권 5 (鉄拳5), 브루스 어빈의 추가 의상 디자인